# 60. pehotni polk (Avstro-Ogrska)
Za druge 60. polke glejte 60. polk.
60. pehotni polk (izvirno nemško Infanterie-Regiment Nr. 60; dobesedno slovensko: Pehotni polk št. 60) je bil pehotni polk k.u.k. Heera.

## Poimenovanje
- Ungarisches Infanterie Regiment »von Ziegler« Nr. 60
- Infanterie Regiment Nr. 60 (1915 - 1918)

## Zgodovina
Polk je bil ustanovljen leta 1798. 

### Prva svetovna vojna
Polkovna narodnostna sestava leta 1914 je bila sledeča: 98% Madžarov in 2% drugih. Naborni okraj polka je bil v Erlauu, pri čemer so bile polkovne enote garnizirane sledeče: Erlau (štab, I., III. in IV. bataljon) in Zvornik (II. bataljon).
Med prvo svetovno vojno se je polk bojeval tudi na soški fronti.
V sklopu t. i. Conradovih reform leta 1918 (od junija naprej) je bilo znižano število polkovnih bataljonov na 3.

## Organizacija
1918 (po reformi)
- 1. bataljon
- 3. bataljon
- 4. bataljon

## Poveljniki polka
- 1859: Andreas Máriassy de Markus et Batis-Falva[8]
- 1865: Eugen Fleschner-Jetzer[9]
- 1879: Julius Blaschke[10]
- 1908: Ferdinand Olbert[11]
- 1914: Heinrich Lederer[1]